# 주세페 비탈리

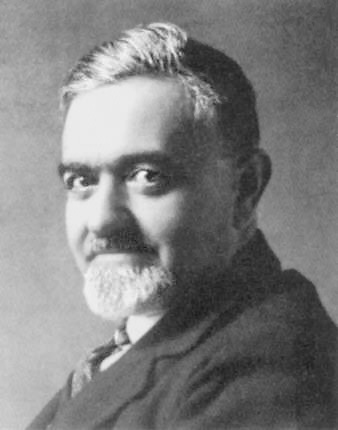

주세페 비탈리(이탈리아어: Giuseppe Vitali, 1875년 8월 26일 ~ 1932년 2월 29일)는 비탈리 집합으로 유명한 이탈리아의 수학자이다.
라벤나 출신으로 피사 대학교에서 수학을 전공하였고, 졸업 후 제네바에서 교사가 되었다. 1922년 파시스트당에 의해 와해될 때까지 사회당 활동을 하였다. 이후에는 파도바, 볼로냐 대학에서 교수 자격으로 연구 활동을 하였다.

## 같이 보기
- 비탈리 집합
- 리만 적분